# 井上広輝
井上 広輝（いのうえ ひろき、2001年7月17日 - ）は、神奈川県厚木市出身のプロ野球選手（投手・育成選手）。右投右打。埼玉西武ライオンズ所属。

## 経歴

### プロ入り前
日本大学第三高等学校では2年時に甲子園春夏連続出場。春の第90回記念選抜高等学校野球大会では、1回戦の由利工業高校戦では、救援投手として6回を投げて勝利投手となったが、2回戦の三重高校戦は、先発し6回3失点で敗戦投手となった。夏の第100回全国高等学校野球選手権記念大会では2試合に登板。ベスト4に進出するが、吉田輝星を擁する金足農業高校に1-2で敗れた。3年時は西東京大会準々決勝で桜美林高校に4-6で敗れ、敗退した。
2019年10月17日に行われたドラフト会議では、埼玉西武ライオンズから6位指名を受け、11月15日に契約金2500万円、年俸600万円（金額は推定）で仮契約を結んだ。背番号は41。

### 西武時代
2020年は、一軍での登板はなく、イースタン・リーグでの登板も2試合にとどまった。
2021年は、春季キャンプにおいて一軍メンバーに抜擢され、実戦でも好投を続けた結果、初の開幕一軍入りを果たした。4月3日の対福岡ソフトバンクホークス戦でプロ初登板を果たすも、1回持たずに3失点で降板した。同6日の楽天戦でも2回2失点と振るわず、翌日に登録抹消となった。
2022年・2023年は共に一軍登板がなかった。2023年オフに戦力外通告を受け、11月23日に育成選手として再契約した。背番号は120。
2024年はファームで25試合に登板。4勝1敗、防御率2.68にとどまった。

## 人物・プレースタイル
最速152 km/hの右腕。カーブ、スライダー、チェンジアップ、スプリットの球種を持つ。マウンドでは表情を崩さず、相手打者を分析する能力にも長けている。
幼少期から大の西武ファンであり、当時西武に在籍していた涌井秀章のレプリカユニフォームを着てメットライフドームで声援を送っていたという。

## 詳細情報

### 年度別投手成績
| 年 度     | 球 団     | 登 板 | 先 発 | 完 投 | 完 封 | 無 四 球 | 勝 利 | 敗 戦 | セ 丨 ブ | ホ 丨 ル ド | 勝 率 | 打 者 | 投 球 回 | 被 安 打 | 被 本 塁 打 | 与 四 球 | 敬 遠 | 与 死 球 | 奪 三 振 | 暴 投 | ボ 丨 ク | 失 点 | 自 責 点 | 防 御 率 | W H I P |
| --------- | --------- | ----- | ----- | ----- | ----- | -------- | ----- | ----- | -------- | ----------- | ----- | ----- | -------- | -------- | ----------- | -------- | ----- | -------- | -------- | ----- | -------- | ----- | -------- | -------- | ------- |
| 2021      | 西武      | 4     | 0     | 0     | 0     | 0        | 0     | 0     | 0        | 0           | ----  | 28    | 4.1      | 9        | 1           | 6        | 0     | 0        | 5        | 0     | 0        | 5     | 5        | 10.38    | 3.46    |
| 通算：1年 | 通算：1年 | 4     | 0     | 0     | 0     | 0        | 0     | 0     | 0        | 0           | ----  | 28    | 4.1      | 9        | 1           | 6        | 0     | 0        | 5        | 0     | 0        | 5     | 5        | 10.38    | 3.46    |

- 2024年度シーズン終了時

### 年度別守備成績
| 年 度 | 球 団 | 投手  | 投手  | 投手  | 投手  | 投手  | 投手     |
| 年 度 | 球 団 | 試 合 | 刺 殺 | 補 殺 | 失 策 | 併 殺 | 守 備 率 |
| ----- | ----- | ----- | ----- | ----- | ----- | ----- | -------- |
| 2021  | 西武  | 4     | 0     | 1     | 0     | 0     | 1.000    |
| 通算  | 通算  | 4     | 0     | 1     | 0     | 0     | 1.000    |

- 2024年度シーズン終了時

### 記録
初記録
- 初登板：2021年4月3日、対福岡ソフトバンクホークス2回戦（福岡PayPayドーム）、9回裏に5番手で救援登板、2/3回を3失点
- 初奪三振：同上、9回裏に栗原陵矢から空振り三振

その他の記録
- 初登板で対戦した第1打者に被本塁打：2021年4月3日、対福岡ソフトバンクホークス2回戦（福岡PayPayドーム）、9回裏に柳田悠岐に左越ソロ ※史上77人目

### 背番号
- 41（2020年 - 2023年）
- 120（2024年 - ）